# Ana Derșidan-Ene-Pascu
Ana Derșidan-Ene-Pascu (Bucarest, 22 settembre 1944 – Bucarest, 6 aprile 2022) è stata una schermitrice rumena, specialista del fioretto, vincitrice di due medaglie di bronzo nella scherma ai Giochi olimpici.